# Sándor Fröhlich
Sándor Fröhlich (11 settembre 1897 – 6 aprile 1982) è stato un calciatore ungherese, di ruolo attaccante.

## Carriera
Fu riserva (3 presenze in campionato) nel Ferencvaros che vinse il campionato nel 1927-28.
Conta 1 presenza con la sua Nazionale.